# Robert Brooks Brown

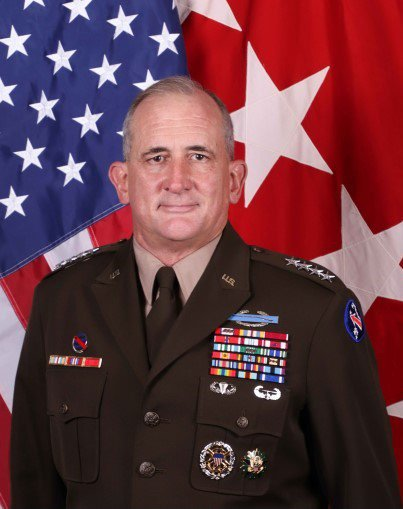
Robert B. Brown (2019)

Robert Brooks Brown (* 14. April 1959 in Pennsylvania) ist ein pensionierter General der United States Army.
Im Jahr 1977 absolvierte Brown die High School in Grosse Pointe Woods, einem Vorort von Detroit in Michigan. In den Jahren 1977 bis 1981 durchlief er die United States Military Academy in West Point. Nach seiner Graduation wurde er als Leutnant der Infanterie zugeteilt. In der Armee durchlief er anschließend alle Offiziersränge bis zum Vier-Sterne-General.
Im Lauf seiner militärischen Karriere erhielt Brown akademische Grade von der University of Virginia und der National Defense University. In seinen jüngeren Jahren absolvierte er den für Offiziere in den niederen Rangstufen üblichen Dienst in verschiedenen Einheiten und Standorten. Im weiteren Verlauf seiner Laufbahn kommandierte er Einheiten auf fast allen militärischen Ebenen. Zwischenzeitlich wurde er auch als Stabsoffizier und als Dozent an der Militärakademie in West Point eingesetzt. Er nahm als Bataillonskommandeur an der SFOR-Mission in Bosnien und Herzegowina teil.
Von 2003 bis 2005 kommandierte Brown eine Brigade der 25. Infanteriedivision. Mit dieser Einheit wurde er im Jahr 2004 nach Mossul im Irak verlegt, wo er ein Jahr lang stationiert blieb. Er bekleidete verschiedene Stellen als Stabsoffizier, darunter auch im Pentagon, bei der 25. Infanteriedivision und beim U.S. Pacific Command. Zwischenzeitlich war er Stabschef bei der United States Army Europe (USAREUR).
Am 3. Juli 2012 übernahm Robert Brown das Kommando über das I. Korps als Nachfolger von Curtis M. Scaparrotti. Das Hauptquartier des Korps lag bzw. liegt noch immer in Fort Lewis im Bundesstaat Washington. Das Korps untersteht dem United States Indo-Pacific Command. Brown behielt dieses Kommando bis zum 6. Februar 2014, als Stephen Lanza seine Nachfolge antrat. 
Zwischen Februar 2014 und April 2016 hatte Robert Brown den Oberbefehl über das United States Army Combined Arms Center (USACAC). In dieser Funktion löste er David G. Perkins ab. Das USACAC hat sein Hauptquartier in Fort Leavenworth und ist eine Organisation, die vielen, aber nicht allen, Bildungseinrichtungen des US-Heeres übergeordnet ist. Dazu zählt unter anderem auch das Command and General Staff College. Nachdem er seinen Posten an Michael Lundy übergeben hatte, wurde Brown zum Vier-Sterne-General befördert und am 30. April 2016 mit dem Kommando über die United States Army Pacific betraut. Dabei löste er Vincent K. Brooks ab. Das Hauptquartier dieses Großverbandes befindet sich in Fort Shafter bei Honolulu auf Hawaii. Er behielt dieses Kommando bis zum 18. November 2019 als Paul J. LaCamera seine Nachfolge antrat. Wenig später trat Brown in den Ruhestand.
Zur Zeit (Ende 2022) ist Brown als Nachfolger von Carter F. Ham Präsident der Association of the United States Army.

## Orden und Auszeichnungen
Brown erhielt im Lauf seiner militärischen Laufbahn unter anderem folgende Auszeichnungen:
- Army Distinguished Service Medal
- Defense Superior Service Medal
- Legion of Merit
- Bronze Star Medal
- Defense Meritorious Service Medal
- Meritorious Service Medal
- Joint Service Commendation Medal
- Army Commendation Medal
- Army Achievement Medal
- Joint Meritorious Unit Award
- Valorous Unit Award
- Meritorious Unit Commendation
- National Defense Service Medal
- Armed Forces Expeditionary Medal
- Iraq Campaign Medal
- Global War on Terrorism Expeditionary Medal
- Global War on Terrorism Service Medal
- Humanitarian Service Medal
- Army Service Ribbon
- Army Overseas Service Ribbon
- NATO-Medaille
- Combat Infantryman Badge